# Luwische Religion

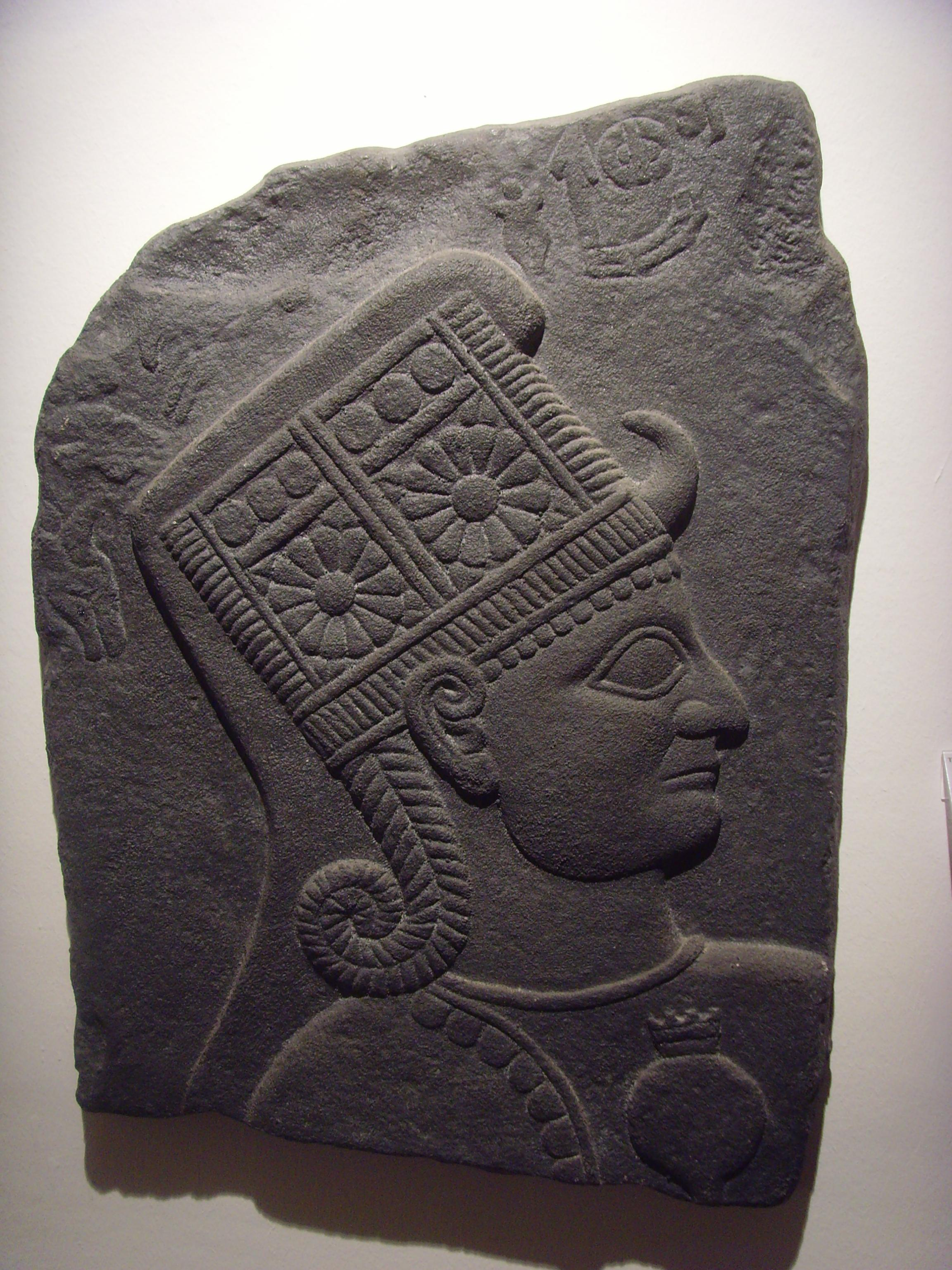
„Kubaba, Großkönigin von Karkamis“ gehörte zu den wichtigsten Gottheiten der Spätluwier

Die Luwische Religion beschreibt die religiösen und mythologischen Vorstellungen der Luwier, eines indoeuropäischen Volkes in Kleinasien, das sprachlich von der Bronzezeit (19. Jahrhundert v. Chr.) bis in die Römerzeit fassbar ist. Sie war durch alle Perioden starken Fremdeinflüssen ausgesetzt und eine eindeutige Abgrenzung, namentlich zur syrischen und hurritischen Religion, ist nicht immer möglich. Offensichtlich vermochte sich das indoeuropäische Element bei den Luwiern besser zu halten als bei den verwandten Hethitern. Die theologische Auseinandersetzung mit der luwischen Religion in der Bronzezeit fundiert zu großen Teilen auf Quellen, die in der hethitischen Hauptstadt Ḫattuša gefunden wurden.

## Periodisierung
Religionshistorisch kann die luwische Religion in zwei Perioden geteilt werden: die bronzezeitliche Periode und die eisenzeitliche oder spätluwische Periode. Während der Bronzezeit standen die Luwier unter der Herrschaft der Hethiter. Sie sprachen das Luwische, eine dem Hethitischen nahestehende Sprache. Obschon in der Bronzezeit eine Hieroglyphenschrift entstand, die besonders zur Wiedergabe des Luwischen benutzt wurde, sind nur wenige eigene religiöse Schriften der Luwier aus der Bronzezeit bekannt.
Nach dem Zerfall des Hethitischen Reiches bildeten sich in Nordsyrien und Südostanatolien mehrere spätluwische Staaten, die zum Teil unter aramäischen Einfluss gerieten und spätestens im 8. Jahrhundert v. Chr. von den Assyrern unterworfen wurden. Wichtige luwische Zentren waren damals Karkamis, Melid und Tabal.
Die luwische Religion ist noch bis in die Römerzeit im südlichen Anatolien erkennbar, vor allem in theophoren Personennamen.
Gemäß wissenschaftlichem Usus werden bronzezeitliche Namen mit š und ḫ transkribiert, spätluwische Namen aber mit s und h. y steht für „deutsches“ /j/ Das „Nominativ-s“ wird weggelassen.

## Bronzezeit
Die ältesten Hinweise auf Luwier finden sich in den Archiven altassyrischer Händler im Karum Kaneš (um 1900 v. Chr.), wo einige eindeutig als luwisch deutbare Personennamen vorkommen, darunter auch theophore. Danach wurden u. a. Šanda, Tiwad und Rundiya als Gottheiten verehrt.
In hethitischen Texten erscheinen oft luwische Sprachstücke in magischen Ritualen, zu Zwecken der Reinigung oder Heilung von Personen. Dabei spielte die Göttin Kamrušipa eine wichtige Rolle. Aber auch lokale Kulte sind bezeugt, so Ḫuwaššanna von Ḫubišna (heute Ereğli). Auch das Pantheon der Stadt Ištanuwa, die im Gebiet des Flusses Sakarya vermutet wird, gehörte zum luwischen Kultbereich.

## Eisenzeit

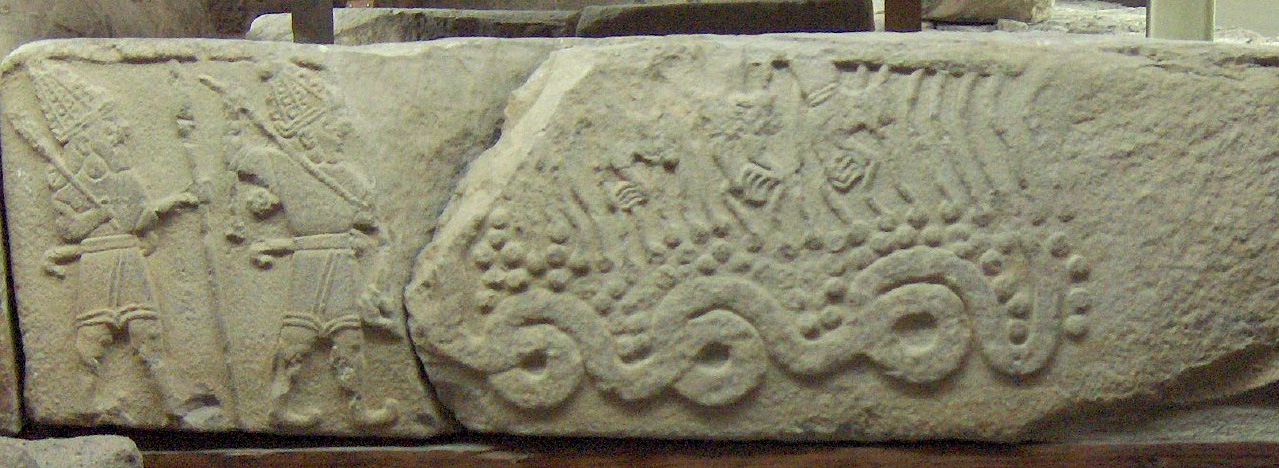
Spätluwisches Relief aus Melid mit dem Wettergott und einem Begleiter, die ein Schlangenmonster bekämpfen

Luwische Herrscher und Händler hinterließen ab dem 11. Jahrhundert v. Chr. mehrere Inschriften, die reichlich Zeugnis über die religiösen Vorstellungen der eisenzeitlichen Luwier abgeben. Dazu kommen bildliche Darstellungen von Gottheiten, sei es in Form von Statuen oder Flachreliefs im Stile der hethitischen Felsbilder. Dabei sind aus Melid besonders viele Götterbilder bekannt, die von einem offensichtlich besonders frommen König des 10. Jahrhunderts v. Chr. angefertigt wurden. Die Reliefs zeigen, wie der König vor mehreren Gottheiten libiert. Darunter ist auch ein Bild, das offensichtlich den Mythos des Schlangenkampfes des Wettergottes zeigt, was an den hethitischen Schlangendämon Illuyanka gemahnt.

## Antikes Anatolien
Nach Ausweis theophorer Personennamen aus dem antiken Anatolien, namentlich Kilikien und Lykaonien, lebte die luwische Religion bis in die Römerzeit weiter. Bekannt ist der Kult des Sandas in Tarsos, der mit Herakles gleichgesetzt wurde. Ebenfalls in Kilikien beheimatet war der Kult der Artemis Perasia, die mit Kubaba gleichgesetzt wurde. Im kappadokischen Komana wurde die kriegerische Ma-Enyo verehrt. Ähnliche Züge, aber auch deutliche Unterschiede, können in der Religion der Lykier und Karer festgestellt werden, die als nahe Verwandte der Luwier gelten. Auch in der Religion der Lydier finden sich luwische Elemente, allen voran die Verehrung der Kubaba.

## Gottheiten
Das luwische Pantheon änderte sich im Lauf der Zeit. Tarhunt, Tiwad, Arma, Rundiya und Sanda können als typisch luwische Gottheiten betrachtet werden, die stets verehrt wurden. Das hurritische Element – und durch dieses auch das syrische und babylonische – machte sich später bemerkbar, mit Iya, Hibatu, Sarrumma, Allanzu und Sauska. Im Gegensatz zur hethitischen Religion hatte die hattische Religion wenig Einfluss. In der Eisenzeit kamen noch am Rande babylonische (z. B. Marutika = Marduk) und aramäische (Pahalat = Baʿalat/Baltis) Einflüsse hinzu, besonders in der bildlichen Darstellung der Gottheiten.

### Genuin luwische Gottheiten

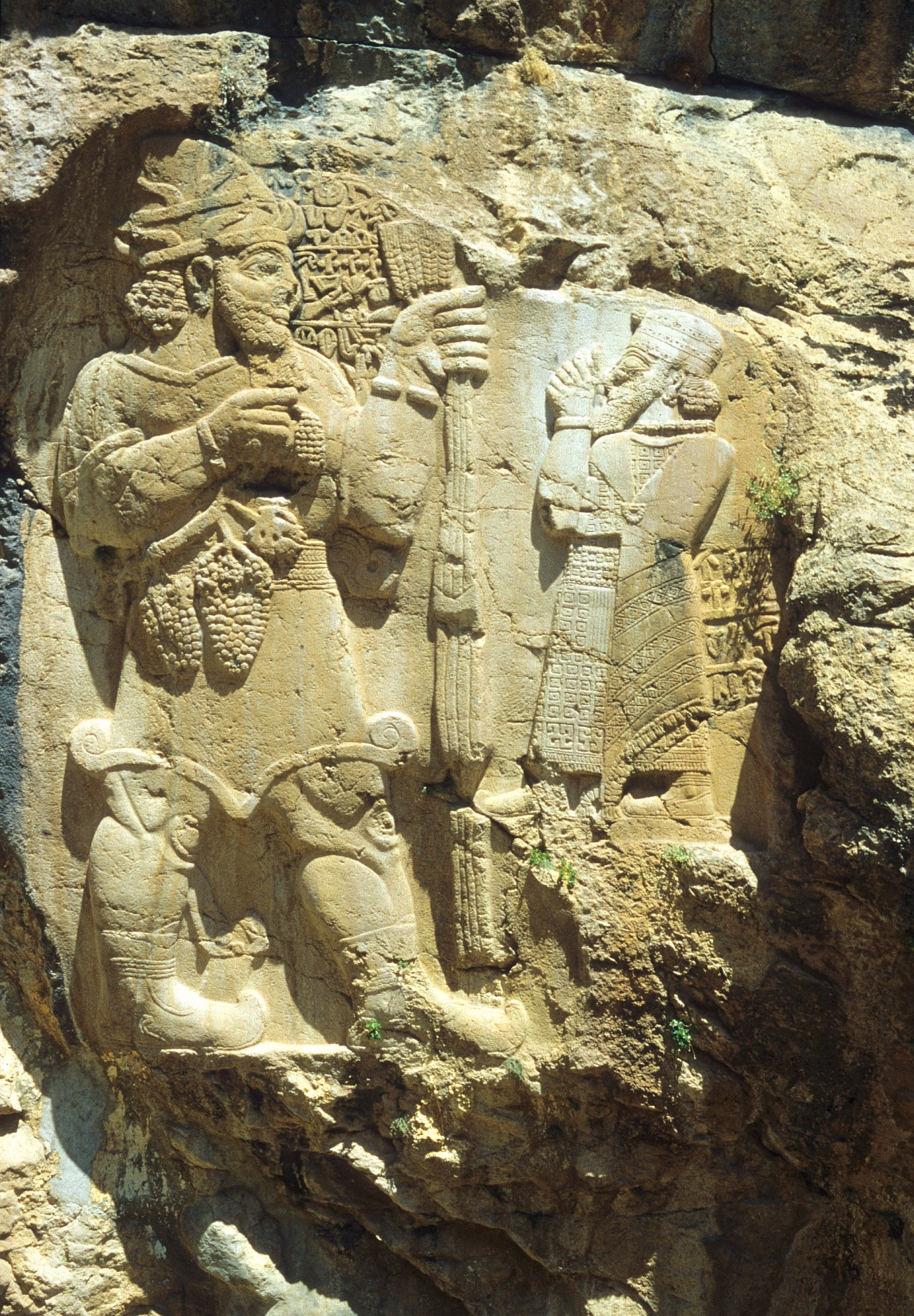
Das Felsrelief von İvriz zeigt König Warballawa vor „Tarhunza des Weinberges“

Tarḫunt / Tarhunt (Nominativ: Tarḫunz, Tarhunzas) ist der Wetter- und Hauptgott der Luwier. Im Unterschied zum hethitischen Tarḫunna und hurritischen Teššub wird sein Wagen nicht von Stieren, sondern von Pferden gezogen. Charakteristisch ist, dass der Wettergott deutliche Züge eines Vegetationsgottes annahm, wie spätluwische Bildnisse zeigen, die Tarhunza mit Weinrebe und Kornähre abbilden. Eines seiner Epitheta piḫaššašši „der des Blitzes“ wurde speziell in Tarḫuntašša verehrt, der zeitweiligen Hauptstadt des Hethiterreiches, und Tarḫunt piḫaššašši war auch der persönliche Gott von König Muwattalli II. Es wird angenommen, dass das griechische Flügelpferd Pegasos, das nach Herodot die Blitze des Zeus trägt, luwische Ursprünge hat.
Nach spätluwischen Texten verleiht Tarhunza Königsmacht, starken Mut und schreitet im Feldzug dem Heer voran. Er verleiht den Sieg und gibt „Gebiete zum Unterwerfen“. In Fluchformeln soll Tarhunza einen Gegner „mit seiner Axt zerschmettern“. Häufig wird er „des Himmels Tarhunza“ genannt. Seine wichtigste Kultstadt war Aleppo, ein Kult, der in die Bronzezeit zurückreicht. Der hethitische König Šuppiluliuma I. setzte seinen Sohn Telipinu als Priester und König in Aleppo ein.
Als „Tarhunza des Weinberges“ (Tarhunzas tuwarsas) wurde er in Tabal verehrt. König Warballawa von Tuwanuwa ließ das bekannte Felsrelief von İvriz anfertigen, das den Gott mit Kornähren und Weinreben abbildet. Beim Felsrelief entspringt eine kräftige Quelle, was den Fruchtbarkeitsaspekt des Wettergottes unterstreicht. Die Inschrift nennt Rinder- und Schafeopfer, damit Korn und Wein gut gedeihen.
In spätluwischen Reliefs wird Tarhunza als bärtiger Gott mit kurzem Schurz und Helm dargestellt. In der Rechten schwingt er eine Axt oder einen Hammer, in der Linken hält er ein Blitzbündel. Manchmal wird er auf einem Stier stehend abgebildet, eine Angleichung an den Wettergott von Aleppo.
Spätluwische Inschriften aus Arslantepe nennen noch weitere lokale Wettergötter, von denen aber kaum mehr als der Name bekannt ist.
Maliya ist die Gartengöttin und wird „Mutter von Korn und Wein“ genannt. In spätluwischen Inschriften wird sie nicht erwähnt. Offenbar hatte ihre Position die ursprünglich hurritische Gottheit Kumarma eingenommen. In der Antike wurde Maliya noch in Lykien und Lydien verehrt und mit der griechischen Göttin Athena gleichgesetzt.
Arma ist der Mondgott und war nach der großen Anzahl an theophoren Personennamen, die mit Arma gebildet sind (z. B. Armazidi „Mann des Arma“), eine populäre Gottheit während der Bronzezeit. Spätestens in der Eisenzeit vollzog sich die Angleichung an den Mondgott von Harran, weshalb spätluwische Inschriften ihn häufig „Harranäischer Arma“ nennen. Abgebildet wird er als geflügelter und bärtiger Gott mit einer Mondsichel auf dem Helm. Seine Namenshieroglyphe ist ein Lunula, ein mondförmiger Anhänger. In Fluchformeln wird er aufgefordert, den Verfluchten „an seinem Horn zu packen“.
Tiwad (Nom.: Tiwaz) ist der Sonnengott; eine weibliche Sonnengöttin wie bei den Hethitern ist für die Luwier nicht bezeugt. Eines seiner Epitheta ist tādi „Vater“. Der spätluwische König Azza-Tiwada („dem Tiwad lieb“) nannte ihn „des Himmels Tiwad“.
Kamrušipa ist die Frau von Tiwad und durch ihn Mutter der Schutzgottheit von Tauriša. Sie spielt in magischen Ritualen eine wichtige Rolle. In spätluwischen Quellen wird diese Göttin nicht genannt.
Kurunta / Rundiya ist eine Schutzgottheit. Sein Tier ist der Hirsch und seine Namenshieroglyphe ist ein Hirsch oder ein Hirschgeweih. In spätluwischen Texten wird er in Zusammenhang mit Wild genannt und dürfte deshalb auch Jagdgott gewesen sein. Dargestellt wird er als mit Pfeil und Bogen bewaffneter Gott, der auf einem Hirsch steht. Seine Begleiterin ist die Göttin Ala, die in Kummuḫ mit Kubaba verschmolz.
Šanda / Sanda ist eine todbringende Gottheit, die zusammen mit den Marwainzi-Gottheiten („die Dunklen“) genannt wird. Auch Nikarawa wird in spätluwischen Texten möglicherweise zusammen mit den Marwainzi genannt. Diese ansonsten unbekannte Gottheit wurde gebeten, dass sie oder ihre Hunde einen Widersacher aufessen sollen. Sanda wurde in der Bronzezeit mit dem babylonischen Marduk gleichgesetzt. Sein Kult lebte im kilikischen Tarsos bis in die Antike weiter, wo er mit Herakles gleichgesetzt wurde.
Iyarri ist der Pestgott, der dem Heer voranschreitet und Pfeile auf das feindliche Heer schießt. In spätluwischen Quellen ist er nur indirekt durch Personennamen bezeugt.
Kwanza ist die Schicksalsgottheit. In spätluwischen Quellen ist sie nur indirekt in theophoren Personennamen bezeugt. Solche sind auch noch aus dem antiken Isaurien bekannt.

### Ursprünglich huritto-syrische Gottheiten
Kubaba war eine der wichtigsten Gottheiten des spätluwischen Pantheons. Zu ihren Attributen gehören ein Spiegel und der Granatapfel. Ihr Begleiter war Karhuha. Ursprünglich Stadtgöttin von Karkamis, verbreitete sich ihr Kult in der Eisenzeit über ganz Anatolien und sie war als Kufaws / Kybebe der Lydier bekannt. Ob die phrygische Göttin Kybele aus Kubaba entstanden ist, bleibt umstritten. Die spätluwischen Könige von Karkamis verehrten sie als „Kubaba, Großkönigin von Karkamis“. In Fluchformeln wird Kubaba aufgefordert, den Widersacher von hinten anzugreifen oder dass Kubabas hasami-Hund ihn verfolgen und aufessen möge.
Hibatu oder Hibuta war der spätluwische Name der hurrito-syrischen Göttin Ḫebat. Abgebildet wird  sie als thronende Göttin zusammen mit dem auf einem Berg stehenden Sarrumma (hurr. Šarrumma), der nach hethitischen Zeugnissen ihr Sohn ist. Letzterer wird oft zusammen mit Allanzu genannt, die nach hethitischen Texten seine Schwester war. Zusammen mit Tarhunza schreitet er dem Heer voran und „nimmt dem Feind den Sieg“. Sein Epithet ist „Bergkönig“.
Sauska wird auf einem spätluwischen Relief aus Melid als eine geflügelte Göttin mit Axt abgebildet, die auf zwei Vögeln steht.
Kumarma war die Korngöttin, die zusammen mit Matili und dem Weingott Tibariya angerufen wurde. Die Gottheit leitet sich vom hurritischen Gott Kumarbi ab, einem männlichen Gott. In der hieroglyphenluwischen Inschrift von Arsuz wird Kumarma aber „Mütterchen“ genannt.